# دهستان لیلان شرقی
دهستان لیلان شرقی، یکی از دهستان‌های بخش شیرین‌کند شهرستان لیلان در استان آذربایجان شرقی ایران است. مرکز این دهستان، روستای جغالو است.

## جمعیت
بر پایه سرشماری عمومی نفوس و مسکن در سال ۱۳۹۵، جمعیت دهستان لیلان شرقی برابر با ۴٬۳۳۵ نفر بوده‌است.